# 瑟斯頓和莫爾頓 (英國國會選區)
瑟斯頓和莫爾頓（英語：Thirsk and Malton），英國國會一郡選區，位於英格蘭北約克郡東部。始設於1885年，1983年被撤銷，2010年恢復。
本區議席一直為保守黨控制。2010年大選中英國獨立黨的候選人選前去世，投票日延期至5月27日。保守黨的安·麥金托什以52.9%選票勝出該區。